# Шарль Анрі д'Естен
Шарль Анрі д'Естен (фр. Jean Baptiste Charles Henri Hector d'Estaing фр. вимова: [ʒɑ̃ batist ʃaʁl ɑ̃ʁi ɛktɔʁ],  24 листопада 1729, Шато-де-Равель —  28 квітня 1794, Париж) — французький адмірал і політичний діяч .

## Життєпис
Народився 1729 року у м. Шато-де-Равель. Походив з аристократичної родини. Навчався у Коледжі Людовика Великого. Тут потоваришував з дофіном, майбутнім королем Людовиком XVI. У 1738 році вступив до мушкетерів. У 1746 році стає лейтенантом. Брав участь у військових діях часів війни за австрійську спадщину. Відзначився у битвах при Роко та при Лауфельді. В цей час стає ад'ютантом маршала Моріца Саксонського. Тоді ж отримав звання полковника.
Після завершення війни король почав реформи з модернізації армії. В цьому активну участь брав д'Естен. У 1757 році отримує звання бригадир-генерала, був у складі експедиційного корпусу графа де Лаллі в Ост-Індії. У 1759 році під час облоги Мадрасу був поранений й взятий у полон. Звільнившись у 1760 році очолив військову експедицію до Перської затоки, де захопив форти Гомбри й м. Бендер-Аббас, успішно діяв на західному березі о. Суматра. На зворотньому шляху на транспортному судні був захоплений англійцями й відправлений до в'язниці у Портсмуті.
У 1761 році повернувся до Франції, був призначений комендантом Кале. У 1763 році стає генерал-лейтенантом королівського флоту, водночас призначається генерал-губернатором Сан-Домінго (Гаїті). Того ж року призначається губернатором Навітряних островів. У 1767 році він повертається до Франції, де у 1772 році отримує призначення інспектором військово-морського флоту і губернатором Брестського порту. У 1773 році очолив Тулонську ескадру.
У 1777 році новий король Людовик XVI призначає д'Естена віце-адміралом морів Азії та Америки. У 1778 році на чолі великої ескадри він рушив на допомогу повсталим Північноамериканським штатам. Спочатку адмірал підійшов до Род-Айленду, незабаром блокував Нью-Йорк (втім невдало), згодом перебрався до Вест-Індії. Тут не зміг завадити захопленню о. Сан-Лючія. Втім у 1779 році д'Естен зумів оволодіти островами Сен-Вінсент та Гренада. 4 серпня того ж року рушив до північної Америки. Але тут зазнав невдачі при спроби захопити м. Саванну. Був поранений й повернувся до Європи.
По поверненню був відправлений у 1780 році у відставку. У 1783 році повернувся до військ, очолив об'єднаний франко-іспанський флот, що базувався у Кадісі, але того ж року війна з Великою Британією була завершена. Після цього д'Естен повернувся до дому. У 1785 році призначений губернатором Турені. У 1787 році обирається до асамблеї нотаблів. Підтримав революцію у Франції. У 1789 році очолив Національну гвардію у Версалі. У 1792 році був призначений Національними зборами адміралом. Разом з тим д'Естен зберіг дружні стосунки з королівською родиною. У зв'язку з цим підпав під підозру у змові й 28 квітня 1794 році був страчений на гільйотині.